# Ferdinand Perier
Pour les articles homonymes, voir Périer.
Ferdinand Perier, né le 22 septembre 1875 à Anvers (Belgique) et décédé le 10 novembre 1968 à Calcutta (Inde), est un jésuite belge, missionnaire en Inde et archevêque de Calcutta. Il a également conseillé Mère Teresa.

## Formation
Né dans une famille de commerçants aisés, il travailla quelques années avant d’entrer dans la Compagnie de Jésus (1897). Après son noviciat (Drongen, Gand) et sa philosophie à Louvain (1900-1903), il enseigna quelques années au Collège Saint-Michel (Bruxelles), avant d’être envoyé (à sa demande) en Inde. Il arriva à Calcutta le 9 décembre 1906.  Sa formation générale se termina par la théologie au théologat de Kurseong (1907-1911) où il fut également ordonné prêtre le 3 octobre 1909.

## Supérieur et évêque-coadjuteur
En 1913 Perier était déjà supérieur de la mission jésuite et le resta jusqu’en 1921. Il dut faire face à de graves difficultés financièresm : la Première Guerre mondiale (en Europe) (1914-1918) avait tari les sources de financement des œuvres missionnaires.  En 1921 Perier est nommé coadjuteur de l’archevêque de Calcutta, Brice Meuleman. Il lui succède le 23 juin 1924.

## Archevêque deCalcutta
- Perier prit grand soin à consolider et développer le travail éducatif et missionnaire parmi les peuples du Chota Nâgpur (Oraons, Mundas, Kharias et autres) et initia la mission parmi les Santals. Développement également des nouveaux centres dans le district de Darjeeling et les régions avoisinantes. Érection des diocèses de Ranchi (1927) et Jalpaiguri (1952).
- Il invita de nombreuses nouvelles congrégations religieuses à travailler dans son diocèse : Salésiens, Franciscaines missionnaires de Marie, Carmel apostolique, Frères de la Charité.
- À partir de 1937 il organisa les premières rencontres régulières des évêques en Inde et mit ainsi sur pied les structures de ce qui devint en 1944 la Conférence des évêques catholiques de l’Inde (CBCI).
- Il fut le premier guide de la Mère Teresa lorsqu’elle chercha à suivre sa nouvelle vocation de service des plus pauvres. Perier obtint des autorités romaines qu’elle puisse quitter son couvent, vivre dans un bidonville et fonder la congrégation des Missionnaires de la Charité (1950).
- Discrètement pionnier (encouragement de l’inculturation dans les séminaires[1]) il n’hésita pas à démissionner de son poste lorsqu’il estima le temps venu de passer la main à un successeur (1960).  Il participa au concile Vatican II.